# Buck Tick
Buck Tick este o trupă japoneză de visual kei formată în anul 1983 în Prefectura Gunma.

## Membrii
- Atsushi Sakurai - voce
- Hisashi Imai - chitară
- Hidehiko Hoshino - chitară
- Yutaka Higuchi - chitară bas
- Toll Yagami - baterie

## Discografie
| - Hurry Up Mode (1987) - Sexual XXXXX! (1987) - Seventh Heaven (1988) - Taboo (1989) - Aku no Hana (1990) - Kurutta Taiyou (1991) - Darker Than Darkness -Style 93- (1993) - Six/Nine (1995) - Cosmos (1996) - Sexy Stream Liner (1997) | - One Life, One Death (2000) - Kyokutou I Love You (2002) - Mona Lisa Overdrive (2003) - 13kai wa Gekkou (2005) - Tenshi no Revolver (2007) - Memento Mori (2009) - Razzle Dazzle (2010) - Yume Miru Uchuu (2012) |